# 日本の福祉系教育協議会
日本の福祉系教育協議会（にほんのきょういくきょうぎかい）は、医療系の資格取得者と予定者、資格取得従事者やその養成教育に関する協議会の一覧。

## おもな教育協議会
- 日本社会福祉教育学校連盟
- 日本社会福祉士養成校協会
- 日本介護福祉士養成施設協会
- 日本精神保健福祉士養成校協会
- 日本理容美容教育センター
- 全国保育士養成協議会
- 全国製菓衛生師養成施設協会
- 全国調理師養成施設協会
- 全国栄養士養成施設協会